# Unai Emery
Unai Emery Etxegoien, född 3 november 1971 i  Hondarribia, är en spansk tidigare fotbollsspelare och numera tränare för Aston Villa i Premier League. Han har bland annat spelat för La liga-klubben Real Sociedad (1995–1996) och andradivisionens Club Deportivo Toledo (1996–2000). Han har tidigare varit huvudtränare för bland annat Almeria (2006–2008), Valencia (2008–2012), Spartak Moskva (2012), Sevilla FC (2013–2016), Paris Saint-Germain FC (2016–2018) och Arsenal (2018–2019). Hans hittills största framgångar som tränare är fyra titlar i Europa League, tre med Sevilla och en med Villarreal. Han har även vunnit ett ligaguld med Paris Saint-Germain säsongen 2017/2018.

## Tidigt liv och spelande karriär
Unai Emery föddes i den baskiska staden Hondarribia. Både hans far Juan och farfar Antonio hade framgångsrika karriärer som fotbollsmålvakter. Fadern spelade för åtskilliga klubbar i spanska andradivisionen, medan farfadern representerade Real Unión i högsta divisionen.
Emery, som under sin spelarkarriär var vänstermittfältare, tog sig fram genom Real Sociedads ungdomsakademi men lyckades inte slå sig in i lagets startelva (vid 24 års ålder gjorde han fem framträdanden i La Liga, och gjorde ett mål i en 8–1-seger på hemmaplan mot Albacete Balompié) . Därefter spelade han främst i Segunda División, där han under sju säsonger hann med nio mål på 215 matcher. 
Vid 32 års ålder avslutade han sin spelarkarriär i Lorca Deportiva CF, efter en säsong i Segunda División B.

## Privatliv
Unai Emery är gift med Luisa Fernandez sedan 1998. De har en son tillsammans.

## Karriärstatistik

### Statistik som tränare
| Lag                 | Från            | Till             | Rekord | Rekord | Rekord | Rekord | Rekord  |
| Lag                 | Från            | Till             | SM     | V      | O      | F      | Vinst % |
| ------------------- | --------------- | ---------------- | ------ | ------ | ------ | ------ | ------- |
| Lorca Deportiva     | 6 januari 2005  | 22 juni 2006     | 70     | 34     | 16     | 20     | 48,6    |
| Almería             | 22 juni 2006    | 22 maj 2008      | 84     | 39     | 20     | 25     | 46,4    |
| Valencia            | 22 maj 2008     | 14 maj 2012      | 220    | 107    | 58     | 55     | 48,6    |
| Spartak Moscow      | 14 maj 2012     | 25 november 2012 | 26     | 12     | 4      | 10     | 46,2    |
| Sevilla             | 14 januari 2013 | 12 juni 2016     | 205    | 106    | 43     | 56     | 51,7    |
| Paris Saint-Germain | 28 juni 2016    | 14 maj 2018      | 114    | 87     | 15     | 12     | 76,3    |
| Arsenal             | 23 maj 2018     | 29 november 2019 | 78     | 43     | 16     | 19     | 55,1    |
| Sammanlagt          | Sammanlagt      | Sammanlagt       | 797    | 428    | 172    | 197    | 53,7    |

## Meriter

### Som tränare
Sevilla
- UEFA Europa League: 2013–14,[23] 2014–15, 2015–16[24]
- Copa del Rey tvåa: 2015–16

Paris Saint-Germain
- Ligue 1: 2017–18[25]
- Coupe de France: 2016–17,[26] 2017–18
- Coupe de la Ligue: 2016–17, 2017–18
- Trophée des Champions: 2016, 2017

Villarreal
UEFA Europa League: 2020–2021
Individuella utmärkelser
- La Liga Manager of the Month: Mars 2014,[27] Januari 2015[28]
- European Coach of the Season: 2013–14
- UNFP Manager of the Year: 2017–18[29]